# OpenSkies
OpenSkies was een dochtermaatschappij van British Airways dat zijn vluchten begon 19 juni 2008 met een Boeing 757. De luchtvaartmaatschappij vloog tot 2018 alleen nog tussen Luchthaven Orly en Newark Liberty International Airport in de Verenigde Staten. De lijndienst tussen Amsterdam Schiphol en John F. Kennedy International Airport werd in augustus 2009 opgeheven. Het was oorspronkelijk de bedoeling dat het netwerk uitgebreid zou worden met meerdere Europese en Amerikaanse steden. In 2009 is besloten deze uitbreidingen onder de slechte economische omstandigheden op te schorten. De British Airways Boeings 757 die aanvankelijk naar Open Skies zouden gaan, werden daarom aan derden verkocht.

## Historie
"Project Lauren" was de code-naam voor OpenSkies wanneer het voor het eerst werd gepland door British Airways.British Airways wilde de sterke afhankelijkheid op hun hub Londen Heathrow verminderen door een route te starten tussen de Verenigde Staten en Europa. De route kon alleen worden gestart door een overeenkomst die Open Skies met de Verenigde Staten en Europa afsloot. De vluchten begonnen in maart 2008.
In juli 2008 kocht British Airways de Franse luchtvaartmaatschappij L'Avion voor 54 miljoen pond. L'Avion werd begin 2009 geïntegreerd in Open Skies.

## Vloot
De vloot van Open Skies:
| Vloot          | Totaal | Passagiers (Biz Bed/Premium Plus/Eco) |
| -------------- | ------ | ------------------------------------- |
| Boeing 757-200 | 3      | 114 (20/28/66)                        |

De vliegtuigen van Open Skies:
| Registratie | Type     | Constructienummer |
| ----------- | -------- | ----------------- |
| F-GPEK      | B757-236 | 25808/665         |
| F-HAVI      | B757-2D6 | 24473/301         |
| F-HAVN      | B757-230 | 25140/382         |